# بعدازظهر سگی
بعدازظهر سگی (به انگلیسی: Dog Day Afternoon) یک فیلم درام نئو-نوآر، جنایی به کارگردانی سیدنی لومت محصول ۱۹۷۵ است. از بازیگران این فیلم می‌توان به آل پاچینو، جان کازال و کریس ساراندون اشاره کرد. این فیلم نامزد چندین جایزه اسکار و برنده جایزه بهترین فیلم‌نامه غیر اقتباسی شد.
نام این فیلم به هوای شرجی تابستان و «روزهای سگی» اشاره دارد.
این فیلم با الهام از مقاله پسران در بانک نوشته پی. اف. کلوگ که در مجله لایف چاپ شد ساخته شده‌است.
داستان فیلم روایتی واقعی از بحران سرقت و گروگان‌گیری در یک بانک در بروکلین نیویورک در ۲۲ اوت ۱۹۷۲ از سوی جان وُیتُویچ و سالواتوره ناتوراله است.
فیلم‌های آژانس شیشه‌ای ساخته ابراهیم حاتمی‌کیا، بعد از ظهر سگی سگی ساخته مصطفی کیایی و دیدن این فیلم جرم است! ساخته رضا زهتابچیان اقتباس‌هایی از این فیلم هستند.

## داستان فیلم
بعد از ظهر سگی داستان مردی به نام سانی، با بازی آل پاچینو، را روایت می‌کند که برای خرج عمل معشوق تراجنسیتی‌اش، با بازی کریس ساراندون، به کمک دوستش ساول، با بازی جان کازال، دست به سرقت بانک می‌زند، که به گروگان‌گیری و توجه پلیس اف‌بی‌آی، رسانه‌ها و مردم می‌انجامد.

## جوایز و نامزدی‌ها
- برنده اسکار بهترین فیلمنامه اورجینال
- نامزد اسکار بهترین فیلم
- نامزد اسکار بهترین کارگردانی
- نامزد اسکار بهترین بازیگر نقش اول مرد
- نامزد اسکار بهترین بازیگر نقش مکمل مرد
- برنده بفتای بهترین بازیگر نقش اول مرد
- برنده بفتای بهترین تدوین